# За відповідальну владу
За відповідальну владу — всеукраїнська громадська кампанія. Координатор кампанії — громадський діяч і журналіст Ігор Курус.
В рамках громадської кампанії розроблений законопроєкт «Про вотум недовіри посадовим особам», в якому прописані механізми відкликання депутатів, суддів та інших посадовців. У разі прийняття законопроєкту Верховною Радою, громадяни матимуть безпосередній вплив на кадрові рішення через інструмент відкликання чиновників не політиками, а громадянами, які вибороли це право на майданах України. Громадська кампанія "За відповідальну владу" розпочала роботу над законопроектом " Про вотум недовіри посадовим особам" ще у квітні 2013 року  Обговорення проєкту закону вже відбулися в Києві, Львові, Харкові, Тернополі, Луцьку, Запоріжжі, Івано-Франківськ, Дніпропетровську, Кременчуку, Полтаві, Хмельницькому та Рівному.
У рамках громадської кампанії "За відповідальну владу" розроблений законопроєкт "Про право громадян ініціювати розгляд нормативно-правових актів органами влади та місцевого самоврядування", який встановлює процедури практичної реалізації громадянами України наданого їм Конституцією України права народу здійснювати владу безпосередньо через органи державної влади та органи місцевого самоврядування. Даний законопроєкт вже зареєстрований у Верховній Раді України.
Ініціативна група уже розробила тестовий варіант сайту, на якому можна ініціювати підписання петицій.
У рамках кампанії "За відповідальну владу", громадські активісти розробили законопроєкт, який дозволяє українській владі тимчасово ввести на територіях, які наближені до зони бойових дій і до україно-російського кордону, антитерористичну адміністрацію.
У рамках кампанії "За відповідальну владу" розроблено нову концепцію влади, яка має змінити мотивації посадовців і змінити діючу систему влади, як того вимагав «Майдан» рік тому. Свій підхід до зміни системи влади її автори назвали — «Позитивіською концепцією влади».